# Bather Siel

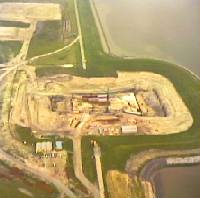
Spuisluis Bath und Spuikanaal in der Bauphase

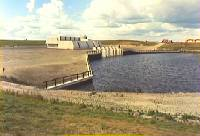
Spuisluis bei Bath

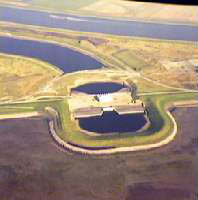
Spuisluis bei Bath

Das Bather Siel (niederländisch Bathse Spuisluis) und der Bather Sielkanal (niederländisch Bathse Spuikanaal) wurden bei Bath, einem Ort innerhalb der Gemeinde Reimerswaal in der niederländischen Provinz Zeeland angelegt, um überschüssiges Wasser aus dem Volkerak und dem Mariekzaatsmeer abzuleiten. Sie sind Bestandteile des Deltaplans. 
Das System besteht aus einem Siel und einem acht Kilometer langen Kanal, der parallel zum Schelde-Rhein-Kanal verläuft. Der Kanal beginnt an der Oosterschelde und endet am Siel bei Bath an der Westerschelde. Durch den Kanal können bis zu 8,5 Millionen m³ am Tag der Westerschelde zugeführt werden. Der Kanal ist 140 Meter breit und sieben Meter tief. 1980 begannen die Bauarbeiten am Siel, und 1982 am Kanal. Im September 1987 wurde das Siel in Betrieb genommen.